# Falsoropica albopunctata
Falsoropica albopunctata là một loài bọ cánh cứng trong họ Cerambycidae.